# G3 2000
A G3 2000-es koncertsorozata volt a negyedik év a rendezvény történetében, egyben az első olyan turné, ahol az eredeti, első G3 felállás állt színpadra a malajziai Rhythm Of Asia Fesztiválon Kuala Lumpurban.

## A fellépők és háttérzenészeik
Nyitóelőadás: Eric Sardinas – slide gitár
- Steve Vai
  - Mike Keneally – gitár, szitár és billentyű
  - Dave Weiner – gitár
  - Philip Bynoe – basszusgitár
  - Mike Mangini – dobok

- Eric Johnson
  - Chris Maresh – basszusgitár
  - Billy Maddox – dobok

- Joe Satriani
  - Stu Hamm – basszusgitár
  - Jeff Campitelli – dobok

## Számlista
- Eric Johnson

1. Zenland
2. Trail Of Tears
3. Forty Mile Town
4. Trademark
5. Nothing Can Keep Me From You
6. Desert Rose
7. Cliffs Of Dover

- Steve Vai

1. I Know You're Here
2. The Reaper
3. Juice
4. Whispering a Prayer
5. Bangkok
6. Get The Hell Outta Here
7. For The Love Of God

- Joe Satriani

1. Devil's Slide
2. Flying in a Blue Dream
3. Satch Boogie

## Külső hivatkozások
- Satriani.com – G3 2000
- Fényképgaléria
- Rentak Asia honlap (angol nyelven). [2005. április 28-i dátummal az [ eredetiből] archiválva]. (Hozzáférés: 2009. szeptember 4.)